# Shunhe (socken i Kina, Sichuan, lat 29,66, long 103,58)
Shunhe (kinesiska: 顺河乡, 顺河) är en socken i Kina. Den ligger i provinsen Sichuan, i den sydvästra delen av landet, omkring 120 kilometer sydväst om provinshuvudstaden Chengdu.
Genomsnittlig årsnederbörd är 1 512 millimeter. Den regnigaste månaden är juli, med i genomsnitt 367 mm nederbörd, och den torraste är januari, med 14 mm nederbörd.